# Nederlands Dagblad
Das Nederlands Dagblad ist eine niederländische überregionale Tageszeitung. Es erscheint sechs Tage die Woche im Broadsheet-Format. Redaktionssitz ist Amersfoort. Verlag ist das Unternehmen Nederlands Dagblad BV. Die bezahlte Auflage betrug im ersten Quartal 2008 31.645 (Print) und 756 (E-Zeitung) Exemplare. Herausgeber ist Rinder Sekeris, Chefredakteur ist Nico de Fijter.
Die Zeitung versteht sich selbst als christliche Tageszeitung, offen für Christen aus allen Kirchen.

## Geschichte
Die Zeitung entstand im Sommer des Jahres 1944 während der deutschen Besatzung im Zweiten Weltkrieg unter dem Namen Reformatie Stemmen. Während dieses Jahres kam es in den Niederlanden zu einer Spaltung innerhalb der Reformierten Kirchen, die „Gereformeerde Kerken vrijgemaakt“ (Reformierte Kirchen in den Niederlanden (befreit)) lösten sich von den „Gereformeerde Kerken in Nederland“ und führten die Reformatie Stemmen unter dem neuen Titel De Vrije Kerk fort.
Anstatt ein Gegenprojekt zur Tageszeitung Trouw zu gründen, die sich der Abspaltung entgegengestellt hatte, wurde beschlossen De Vrije Kerk schrittweise zu einer Tageszeitung auszubauen. Von 1948 erschien die Zeitung zweimal die Woche unter dem wieder geänderten Namen Gereformeerd Gezinsblad, 1959 wurde schließlich die angestrebte tägliche Erscheinungsweise umgesetzt. Chefredakteur der Jahre 1948–74 war Piet Jongeling, der von 1963 bis 1977 im niederländischen Unterhaus für die GVP vertreten war, zunächst als Fraktionschef, von 1971 an allerdings nur noch als einziger Abgeordneter.
1967 gab es die bisher letzte Namensänderung zu dem heutigen Namen. 1992 wurde die Bindung an die „Gereformeerde Kerken vrijgemaakt“ beendet, seitdem betrachtet sich die Zeitung nur noch der Bibel und den drei Formeln der Einigkeit (das Niederländische Glaubensbekenntnis, der Heidelberger Katechismus und die Lehrregeln von Dordrecht) verpflichtet.

### Gemeinsamkeiten und Unterschiede zumReformatorisch Dagblad
Zu dem ähnlich positionierten Reformatorisch Dagblad gibt es auch außerhalb der Ausrichtung Gemeinsamkeiten bzw. Parallelen. Beide haben seit dem Jahrtausendwechsel ihre Auflagen im Gegensatz zu den meisten anderen regionalen und überregionalen Zeitungen der Niederlande halten können, beide starteten im Jahr 2004 ein Internetportal für Jugendliche, im Falle des Nederlands Dagblad hieß es NDlite. Im Gegensatz zum Reformatorisch Dagblad ist jedoch die Zeitungswebsite auch sonntags online verfügbar.

## Weiterführende Informationen